# 림 오브 더 월드
《림 오브 더 월드》(영어: Rim of the World)는 2019년에 넷플릭스에서 공개한 미국의 SF 모험 영화이다. 맥지가 감독과 각본을 맡았다.

## 줄거리
외계인이 지구를 침공했다. 여름 캠프장에 고립된 네 명의 10대, 그들에게 떨어진 위험천만한 임무. 성격도 관심사도 제각각인데, 똘똘 뭉쳐서 세상을 구할 수 있으려나?

## 출연진
- 잭 고어 - 앨릭스 역
- 미야 첵 - 젠젠(전전) 역
- 벤저민 플로러스 주니어 - 대리어시 역
- 얼레시오 스캘조토 - 게이브리얼 역
- 앤드루 배철러 - 로건 역
- 애너베스 기시 - 그레이스 역
- 린 콜린스
- 마이클 비치